# Pest

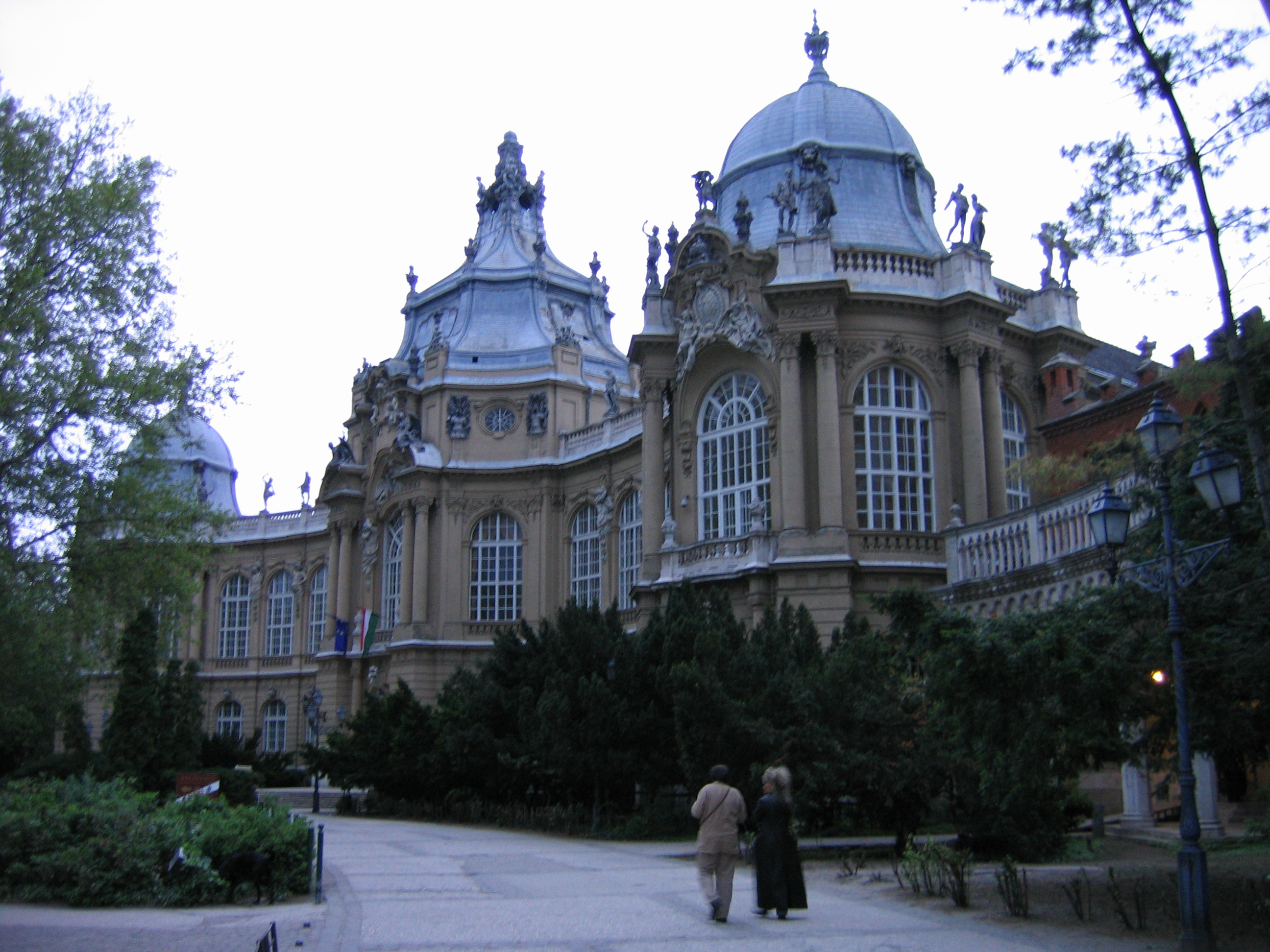
Castillo de Vajdahunyad (Vajdahunyad vára)

Pest (pronunciado /ˈpɛʃt/; en eslovaco: Pešť; en croata: Pešta; en serbio: Пешта) es la parte más oriental, principalmente llana, de la ciudad de Budapest (Hungría), de cuya extensión total ocupa aproximadamente dos tercios. Está unida a Buda, la otra parte de Budapest, por el Danubio. Entre sus atractivos más importantes están el Parlamento de Budapest, la Hősök tere o plaza de los Héroes o la avenida Andrássy. En el lenguaje coloquial de Hungría, "Pest" es también utilizado frecuentemente para referirse al conjunto de la ciudad de Budapest. 
El nombre de "Pest" proviene de un término eslavo que significa "horno", en referencia quizás a las aguas termales cercanas.

## Historia
Las primeras referencias a Pest como ciudad independiente datan de 1148, aunque se cree que ya antes habían existido asentamientos celtas y romanos en el mismo lugar. Esta ciudad se convirtió en un importante centro económico durante los siglos XI-XIII, hasta que fue destruida por la invasión de los mongoles en 1241.
Fue ocupada por el Imperio otomano el 22 de agosto de 1541. Dominando los turcos la ciudad hasta el 9 de septiembre de 1686, cuando fue tomada por el emperador Leopoldo I de Habsburgo.
En 1837 fue inundada por el Danubio, y poco después, en 1849, se construyó el primer puente colgante sobre el río, el puente de las Cadenas, conectando Pest y Buda. En 1873, Pest, Buda y Óbuda se unieron para formar la actual Budapest.

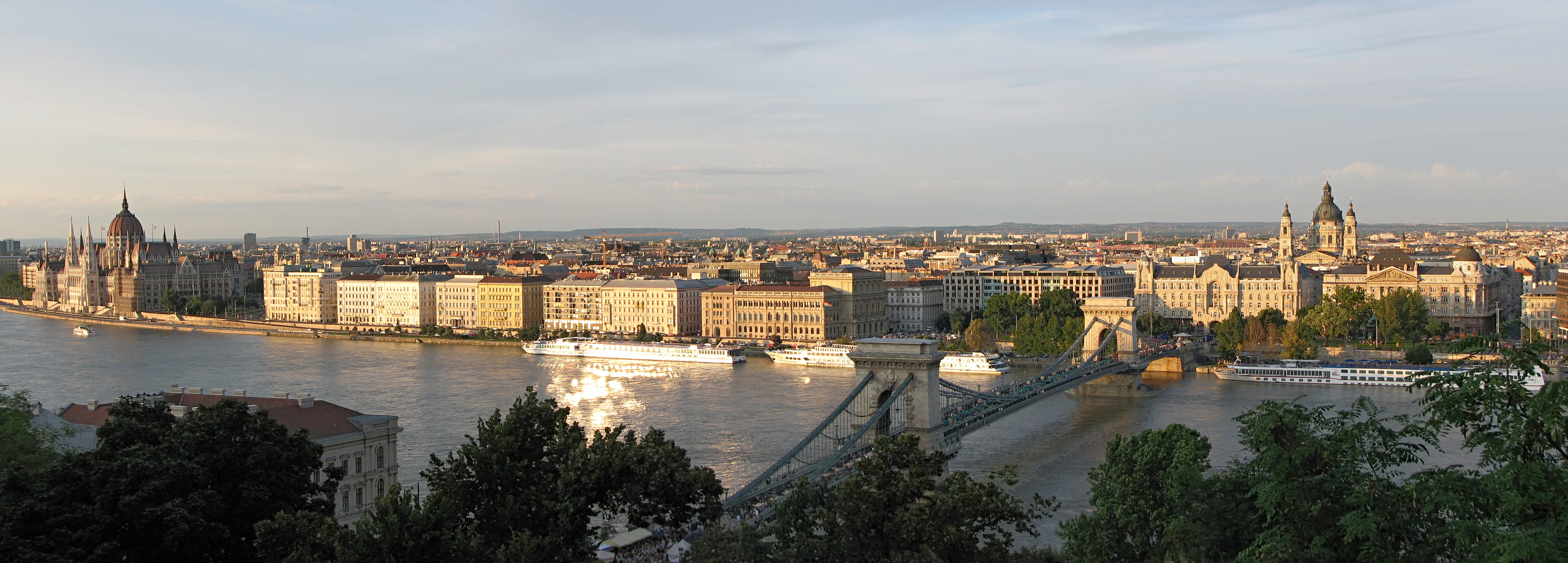
Panorámica de Pest.